# JEC Krona Futsal
Die JEC Krona Futsal, auch JEC/Krona Futsal geschrieben, bekannt unter Joinville Futsal, Krona Futsal oder JEC Futsal, ist ein Futsalklub aus Joinville im brasilianischen Bundesstaat Santa Catarina. Bei JEC handelt es sich um die Futsalabteilung des Joinville EC.

## Geschichte
Die Anfänge des Futsal in Santa Catarina liegen in den 1950er Jahren. In Joinville waren die ersten Mannschaften Curriola Independente und América, gegründet vom ehemaligen Fußballspieler Zabot. Aus dieser Tradition wurde JEC am 29. Januar 2003 gegründet. Zu Beginn gehörte die Leitung der Mannschaft der Sportstiftung der Gemeinde an. In den Anfangsjahren wurden die Registrierungen der Athleten bereits über den Joinville EC vorgenommen.
2005 wurde das Unternehmen Krona Tubos e Conexões Hauptsponsor des Klubs. Aufgrund dessen übernahm dieser erstmals den Namenszusatz Krona in seiner Bezeichnung auf. Bis 2008 gelang JEC in der Campeonato Catarinense de Futsal, der Futsalmeisterschaft von Santa Catarina, vier Mal hintereinander die Erreichung der Vizemeisterschaft. Auf nationaler Ebene debütierte man in der Liga Nacional de Futsal 2007. In der Liga Nacional de Futsal 2007 erreichte JEC das Finale gegen die AD Jaraguá, musste sich hier aber mit 1:6 und 3:5 geschlagen geben.
Im Jahr 2009 übernahm Krona Tubos e Conexões die Verwaltung von der Sportstiftung und benannte das Team in Krona Futsal um. Krona investierte mehr Gelder als zuvor, welches sich im sportlichen Erfolg niederschlug. Noch im selben Jahr gewann man erstmals die Campeonato Catarinense. 2010 gelang die Titelverteidigung und im Jahr darauf der erste Sieg im Taça Brasil de Futsal, dem nationalen Pokalwettbewerb. Als Pokalsieger trat Krona 2012 in der Superliga de Futsal. Auch hier erreichte der Klub das Finale. Gegner war die Associação Carlos Barbosa de Futsal, welcher mit 2:1 bezwungen werden konnte. Auch in der Liga Nacional de Futsal 2012 erreichte Krona das Finale gegen ADC Intelli, musste sich aber mit 0:1 und 4:4 geschlagen geben.
Zu Beginn des Jahres 2016 gab Krona die Geschäftsleitung an dem Klub ab und trat wieder zurück ins zweite Glied als Hauptsponsor des Klubs. Dieser wurde als eigenständige Abteilung in den Joinville EC eingegliedert. Ab 2017 stellten sich für den Klub auch wieder Erfolge ein. Nachdem in dem Jahr zum zweiten Mal die Taça Brasil gewonnen wurde, trat JEC 2018 erstmals in der Copa Libertadores an. Der Klub erreichte in dem Turnier die Finalrunde, schaltete im Halbfinale den brasilianischen Klub AD Brasil Futuro mit 5:4 aus Sorocaba aus und musste im Finale wieder Carlos Barbosa stellen. Diese konnten sich mit 1:4 durchsetzen. Über Erfolge in der Supercopa do Brasil 2023 und 2025 qualifizierte sich JEC erneut für die Copa Libertadores des jeweiligen Jahres. Bei der Ausgabe 2025 erreichte der Klub das Halbfinale, in welchem der Konkurrent Brasil Futuro hieß. Man scheiterte mit 1:2 und musste sich mit dem Spiel um den dritten Platz begnügen. Hier besiegte Krona Centauros aus Venezuela mit 3:0.

## Erfolge
- Liga Nacional de Futsal: 2017
- Taça Brasil de Futsal 4×: 2011, 2017, 2022, 2024
- Superliga de Futsal: 2012
- Supercopa do Brasil: 2023, 2025
- Campeonato Catarinense de Futsal 8×: 2009, 2010, 2012, 2013, 2014, 2017, 2020, 2023
- Copa Santa Catarina de Futsal: 2022
- Recopa Santa Catarina de Futsal 4×: 2014, 2021, 2023, 2024